# Bicină
Bicina este un compus organic utilizat ca agent formator de  soluție tampon. Este unul dintre tampoanele decsrise de Good și are un pKa de 8,35 la 20 °C. Se prepară prin reacția glicinei cu oxidul de etilenă, urmată de hidroliza lactonei rezultate.
Bicina se formează prin degradarea aminelor în prezență de O2, SO2, H2S sau tiosulfat.